# Kryptokrigen
Kryptokrigen (engelska: Crypto Wars) är en inofficiell benämning på den amerikanska statens, och andra regeringars, försök att begränsa andras tillgång till kryptering som är så pass stark att den står emot dekryptering från säkerhetstjänster.
I början av 1990-talet ansåg den amerikanska staten att krypteringsverktyg var att jämställa med vapen och stoppade därmed export av kryptering. Kryptering behövdes för statens egna angelägenheter, men man ville inte låta verktygen bli tillgängliga för privatpersoner då det försvårade arbetet för underrättelsetjänsten. Phil Zimmerman, som 1991 skapade den första krypteringstjänsten för privatpersoner Pretty Good Privacy (PGP), var under utredning av staten mellan 1993 och 1996 för brott mot lagen om vapenexport. Zimmerman hade lagt ut PGP på Usenet och gjorde verktyget tillgängligt även för utländska invånare. Han kom senare även att faxa källkoden till Norge för att kringgå lagen. Till slut backade USA och export av krypteringsverktyg blev tillåten.
Under denna period försökte underrättelsetjänsten skapa nya standarder för kryptering, där det skulle finnas en bakdörr för dem att använda vid behov. Under åren 1993–1996 försökte de exempelvis få alla mobiltillverkare att införa ett så kallat “Clipper Chip” i mobilerna. Chippet skulle ge myndigheterna en bakdörr till krypterad information och all data- och teleutrustning skulle ha chippet inbyggt. Chippet skulle vara konstruerat så att myndigheterna fick tillgång till en särskild nyckel för avläsning och dekryptering, som skulle tillåtas efter domstolsbeslut. Efter kraftiga protester så drogs förslaget tillbaka.
Kryptokrigen kan anses pågå fortfarande och då handlar det om USA:s signalspaningsorganisation National Security Agency (NSA) som i samarbete med bland annat brittiska Government Cumminications Headquarters (GCHQ)  använder olika metoder för att avläsa och dekryptera elektronisk kommunikation, så kallad signalspaning. I spåren av Edward Snowdens avslöjande om USA:s massövervakning av internettrafik blossade debatten upp igen. Det ledde bland annat till att Google och Apple 2014 införde en säkerhetslösning i sina mobiltelefoner som gjorde det omöjligt för dem att öppna telefonen utan att ha tillgång till användarens lösenord. År 2016 försökte FBI tvinga Apple att öppna en mobil tillhörande en man som var delaktig i terrorattentatet i San Bernardino i Kalifornien, men Apple vägrade.
I många länder är import av krypteringsverktyg fortfarande olagligt för att inte dissidenter och andra som av staten kan anses ha misshagande åsikter ska kunna kommunicera utan att bli avlyssnade.